# OFC Champions League 2008/09
De OFC Champions League 2008/09 begon op 2 november 2008 met de eerste wedstrijden in de groepsfase en eindigde op 2 mei 2009 met de tweede finalewedstrijd.
Aan het toernooi namen clubs uit vijf landen deel, Fiji, Nieuw-Zeeland (2), Papoea-Nieuw-Guinea, Salomonseilanden en Vanuatu. De tweede club uit Nieuw-Zeeland was Auckland City FC die de plaats van de kampioen van Nieuw-Zeeland, Waitakere United, innam die als titelverdediger al automatisch gekwalificeerd was. Auckland City FC won het toernooi en vertegenwoordigde hierdoor de OFC in december op het wereldkampioenschap voetbal voor clubs 2009 in de Verenigde Arabische Emiraten.
Voorronde
Dit jaar werd er geen voorronde gespeeld. De clubs AS Magenta (Nieuw-Caledonië) en AS Manu-Ura (Tahiti, Frans-Polynesië) werden niet toegelaten tot de voorronde. Van de drie clubs die wel in aanmerking kwamen om deel te nemen, PRK Hekari United (Papoea-Nieuw-Guinea), Tupapa FC (Cookeilanden) en Nafui FC (Tuvalu, gelieerd aan de OFC), trokken beide laatste zich terug, waarna Hekari zonder te spelen doorging naar de groepsfase.
De clubs Konica FC (Amerikaans-Samoa), FC Sinamoga (Samoa) en Tongans (Tonga) schreven zich niet in voor deelname.

## Groepsfase

### Groep A
| Team             | Wed | W | G | V | DV | DT | DS  | Ptn |
| ---------------- | --- | - | - | - | -- | -- | --- | --- |
| Auckland City FC | 4   | 3 | 1 | 0 | 15 | 4  | +11 | 10  |
| Waitakere United | 4   | 2 | 1 | 1 | 9  | 7  | +2  | 7   |
| Port Vila Sharks | 4   | 0 | 0 | 4 | 3  | 16 | -13 | 0   |

|                  | AUC | PVS | WAI |
| ---------------- | --- | --- | --- |
| Auckland City    | –   | 8-1 | 2–2 |
| Port Vila Sharks | 0–2 | –   | 2-3 |
| Waitakere United | 1-3 | 3–0 | –   |

|                              |                      |                    |                                     |                                                                            |
| 2 november 2008 15:00 UTC+12 | Auckland City FC     | 2 – 2              | Waitakere United                    | Kiwitea Street, Auckland Toeschouwers: 1.200 Scheidsrechter: Peter O'Leary |
| 2 november 2008 15:00 UTC+12 | Keryn Jordan 45' 48' | Verslag[dode link] | Benjamin Totori 21' Paul Seaman 73' | Kiwitea Street, Auckland Toeschouwers: 1.200 Scheidsrechter: Peter O'Leary |

|                               |                                     |                    |                  |                                                                            |
| 22 november 2008 17:00 UTC+12 | Waitakere United                    | 3 – 0              | Port Vila Sharks | Trusts Stadium, Henderson Toeschouwers: 400 Scheidsrechter: Norbert Hauata |
| 22 november 2008 17:00 UTC+12 | Paul Seaman 21' Roy Krishna 28' 34' | Verslag[dode link] |                  | Trusts Stadium, Henderson Toeschouwers: 400 Scheidsrechter: Norbert Hauata |

|                               |                  |         |                                    |                                                                               |
| 13 december 2008 17:30 UTC+11 | Port Vila Sharks | 0 – 2   | Auckland City FC                   | Municipal Stadium, Port Vila Toeschouwers: 2.000 Scheidsrechter: Jimmy Wright |
| 13 december 2008 17:30 UTC+11 |                  | Verslag | Fedy Vava 8' (ED) Paul Urlovic 70' | Municipal Stadium, Port Vila Toeschouwers: 2.000 Scheidsrechter: Jimmy Wright |

|                               |                                                                                              |                    |                         |                                                         |
| 14 februari 2009 15:00 UTC+13 | Auckland City FC                                                                             | 8 - 1              | Port Vila Sharks        | Kiwitea Street, Auckland Scheidsrechter: Averii Jacques |
| 14 februari 2009 15:00 UTC+13 | Paul Urlovic 9' 71' Chad Coombes 22' 47' 77' Milos Nikolic 30' (pen.) 81' Alex Feneridis 59' | Verslag[dode link] | Alex Feneridis 40' (ED) | Kiwitea Street, Auckland Scheidsrechter: Averii Jacques |

|                           |                                     |                    |                                                    |                                                                                |
| 7 maart 2009 15:00 UTC+11 | Port Vila Sharks                    | 2 - 3              | Waitakere United                                   | Municipal Stadium, Port Vila Toeschouwers: 2.000 Scheidsrechter: Rakesh Varman |
| 7 maart 2009 15:00 UTC+11 | Moise Poida 17' Francois Sakama 57' | Verslag[dode link] | Christopher Bale 10' Paul Seaman 54' Danny Hay 75' | Municipal Stadium, Port Vila Toeschouwers: 2.000 Scheidsrechter: Rakesh Varman |

|                           |                  |                    |                                                   |                                                                                 |
| 5 april 2009 15:00 UTC+12 | Waitakere United | 1 - 3              | Auckland City FC                                  | Trusts Stadium, Henderson Toeschouwers: 2,500 Scheidsrechter: Kevin Stoltenkamp |
| 5 april 2009 15:00 UTC+12 | Roy Krishna 83'  | Verslag[dode link] | Matt Friel 68' Keryn Jordan 75' Adam McGeorge 79' | Trusts Stadium, Henderson Toeschouwers: 2,500 Scheidsrechter: Kevin Stoltenkamp |

### Groep B
| Team               | Wed | W | G | V | DV | DT | DS | Ptn |
| ------------------ | --- | - | - | - | -- | -- | -- | --- |
| Koloale FC Honiara | 4   | 2 | 1 | 1 | 4  | 2  | +2 | 7   |
| PRK Hekari United  | 4   | 2 | 0 | 2 | 6  | 6  | 0  | 6   |
| Ba FA              | 4   | 1 | 1 | 2 | 3  | 5  | -2 | 4   |

|                    | BFA | HU  | KFC |
| ------------------ | --- | --- | --- |
| Ba FA              | –   | 1-3 | 0-0 |
| PRK Hekari United  | 1–2 | –   | 1-0 |
| Koloale FC Honiara | 1-0 | 3–1 | –   |

|                              |                    |       |                    |                                                                 |
| 2 november 2008 15:00 UTC+12 | Ba FA              | 0 – 0 | Koloale FC Honiara | Govind Park, Ba Toeschouwers: 2.000 Scheidsrechter: Lencie Fred |
| 2 november 2008 15:00 UTC+12 | Verslag[dode link] |       |                    | Govind Park, Ba Toeschouwers: 2.000 Scheidsrechter: Lencie Fred |

|                               |                                                     |                    |                   |                                                                                  |
| 22 november 2008 15:00 UTC+11 | Koloale FC Honiara                                  | 3 – 1              | PRK Hekari United | Lawson Tama Stadium, Honiara Toeschouwers: 10.000 Scheidsrechter: Michael Hester |
| 22 november 2008 15:00 UTC+11 | Richard Anisua 37' Nicholas Muri 39' Joses Nawo 77' | Verslag[dode link] | Abraham Iniga 9'  | Lawson Tama Stadium, Honiara Toeschouwers: 10.000 Scheidsrechter: Michael Hester |

|                               |                   |         |                                        |                                                                                                 |
| 13 december 2008 15:00 UTC+10 | PRK Hekari United | 1 – 2   | Ba FA                                  | Port Moresby Rugby League Stadium, Port Moresby Toeschouwers: 8.000 Scheidsrechter: Chris Beath |
| 13 december 2008 15:00 UTC+10 | Abraham Iniga 1'  | Verslag | Osea Vakatalesau 6' Maciu Dunadamu 84' | Port Moresby Rugby League Stadium, Port Moresby Toeschouwers: 8.000 Scheidsrechter: Chris Beath |

|                               |                      |         |                                                          |                                                                   |
| 14 februari 2009 15:00 UTC+12 | Ba FA                | 1 - 3   | PRK Hekari United                                        | Govind Park, Ba Toeschouwers: 5.000 Scheidsrechter: Peter O'Leary |
| 14 februari 2009 15:00 UTC+12 | Osea Vakatalesau 58' | Verslag | Kema Jack 17' (pen.) Joachim Waroi 34' Benjamin Mela 37' | Govind Park, Ba Toeschouwers: 5.000 Scheidsrechter: Peter O'Leary |

|                           |                      |                    |                    | |
| 7 maart 2009 15:00 UTC+10 | PRK Hekari United    | 1 – 0              | Koloale FC Honiara | Port Moresby Rugby League Stadium, Port Moresby Toeschouwers: 5.000 Scheidsrechter: Strebre Delovski |
| 7 maart 2009 15:00 UTC+10 | Kema Jack 35' (pen.) | Verslag[dode link] |                    | Port Moresby Rugby League Stadium, Port Moresby Toeschouwers: 5.000 Scheidsrechter: Strebre Delovski |

|                            |                    |                    |       |                                                                               |
| 28 maart 2009 15:00 UTC+11 | Koloale FC Honiara | 1 – 0              | Ba FA | Lawson Tama Stadium, Honiara Toeschouwers: 10.000 Scheidsrechter: Lencie Fred |
| 28 maart 2009 15:00 UTC+11 | Nicholas Muri 34'  | Verslag[dode link] |       | Lawson Tama Stadium, Honiara Toeschouwers: 10.000 Scheidsrechter: Lencie Fred |

## Finale
| Team 1             | Tot.  | Team 2           | 1e wedstr. | 2e wedstr. |
| ------------------ | ----- | ---------------- | ---------- | ---------- |
| Koloale FC Honiara | 4 - 9 | Auckland City FC | 2 - 7      | 2 - 2      |

|                            |                        |         |                                                                                                |                                                                                    |
| 25 april 2009 15:00 UTC+11 | Koloale FC Honiara     | 2 - 7   | Auckland City FC                                                                               | Lawson Tama Stadium, Honiara Toeschouwers: 20.000 Scheidsrechter: Strebre Delovski |
| 25 april 2009 15:00 UTC+11 | Richard Anisua 10' 76' | Verslag | Matt Williams 23' Ki-Hyung Lee 39' Paul Urlovic 40' Ivan Vicelich 58' Keryn Jordan 65' 77' 86' | Lawson Tama Stadium, Honiara Toeschouwers: 20.000 Scheidsrechter: Strebre Delovski |

|                         |                             |         |                                    |                                                                             |
| 3 mei 2009 14:00 UTC+12 | Auckland City FC            | 2 - 2   | Koloale FC Honiara                 | Kiwitea Street, Auckland Toeschouwers: 1.250 Scheidsrechter: Norbert Hauata |
| 3 mei 2009 14:00 UTC+12 | Keryn Jordan 56' (pen.) 58' | Verslag | Henry Fa’arodo 40' Lency Saeni 60' | Kiwitea Street, Auckland Toeschouwers: 1.250 Scheidsrechter: Norbert Hauata |

## Topscorers
Spelers met twee of meer doelpunten:
| # | Speler         | Club               | Goals |
| - | -------------- | ------------------ | ----- |
| 1 | Keryn Jordan   | Auckland City FC   | 8     |
| 2 | Paul Urlovic   | Auckland City FC   | 4     |
| 4 | Richard Anisua | Koloale FC Honiara | 3     |
| 4 | Chad Coombes   | Auckland City FC   | 3     |
| 4 | Roy Krishna    | Waitakere United   | 3     |
| 4 | Paul Seaman    | Waitakere United   | 3     |
| 8 | Abraham Iniga  | PRK Hekari United  | 2     |
| 8 | Kena Jack      | PRK Hekari United  | 2     |
| 8 | Milos Nikolic  | Auckland City FC   | 2     |
| 8 | Nicholas Muri  | Koloale FC Honiara | 2     |

OFC Club Championship: 1987 · 1999 · 2001 · 2005 · 2006 

OFC Champions League: 2007 · 2007/08 · 2008/09 · 2009/10 · 2010/11 · 2011/12 · 2012/13 · 2013/14 · 2014/15 · 2016 · 2017 · 2018 · 2019 · 2020 · 2021 · 2022 · 2023